# 리그 오브 레전드 e스포츠
리그 오브 레전드 e스포츠(League of Legends Esports)는 리그 오브 레전드 e스포츠 대회 및 리그를 일컫는다.

## 지역 대회
- 리그 오브 레전드 프로리그 (LPL, 중국)
- 리그 오브 레전드 챔피언스 코리아 (LCK, 대한민국)
- 리그 오브 레전드 EMEA 챔피언십 (LEC, 유럽/중동/아프리카)
- 리그 오브 레전드 챔피언십 디 아메리카스 (LTA, 아메리카)
- 리그 오브 레전드 챔피언십 퍼시픽 (LCP, 아시아-태평양)

## 국제 대회
- 상반기: 미드 시즌 인비테이셔널 (MSI)
- 하반기: 월드 챔피언십 (Worlds)